# Fem på tjuvjakt
Fem på tjuvjakt är skriven av Enid Blyton och utkom 1946. Den ingår i Fem-böckerna.

## Handling
De fem får åka ensamma åka på en campingtur med hästdragna vagnar.  Barnens beundran för de "moderna strömlinjeformade" hästdragna husvagnarna  var möjligen förståelig på femtiotalet. Hästdragna husvagnar var vanliga på 1940-talet och en bit in på 1950-talet, men måste ha framstått närmast antikt på 1970-talet. Barnen slår läger vid en kringresande cirkus men bli bortkörda och hittar en egen lägerplats. Men deras husvagnar står på fel plats för tjuvarna. Så börjar äventyret.

## Översättningar och upplagor på svenska
Översättningen  från 1955  har några stora skillnader till den nyare av Lennerthson från 1974. Lennerthson ändrade en del i namnen. Barnen lär känna cirkuspojken Nobby som blir  Pålle i nyöversättningen, hästarna Dobby och Trotter får namnen Bob och Svarten och sjön Merran har döpts om till Blåsjön. Den nya översättningen har förkortat mycket i boken. Personen Anne förändras genom att mycket av hennes tankar har tagits bort ur texten.
Efter 1974 har boken kommit i nya upplagor med ny bild på omslaget vid flera tillfällen. Boken kom som ljudbok inläst av Hanna Holmquist.

## Bokens karaktärer
- Anne, Dick, Julian – Syskon, kusiner med George
- Georgina "George" - Kusin till Anne, Dick och Julian
- Tim – Georges hund
- Anne, Dick och Julians föräldrar
- Nobby (Pålle) – pojke på cirkusen
- Nille och Nalle – Nobbys två hundar (Barker and Growler i engelska originalet)
- Tiger – Dan – Nobbys farbror, clown
- Lou – Akrobat på cirkusen
- Herr och Fru Jansson – Äger en gård som ligger i närheten av där femgänget och cirkusen slår läger
- Pongo – Schimpans på cirkusen